# 9903 Leonhardt
9903 Leonhardt è un asteroide della fascia principale. Scoperto nel 1997, presenta un'orbita caratterizzata da un semiasse maggiore pari a 3,0760672 UA e da un'eccentricità di 0,2450110, inclinata di 1,68441° rispetto all'eclittica.